# 明日もひまわり荘!
『明日もひまわり荘!』（あしたもひまわりそう）は、松田円による日本の4コマ漫画作品。『まんがタイムオリジナル』（芳文社）2009年8月号より2012年2月号にかけて連載。

## ストーリー
女子大生・みずきは大学入学2日目にして入居したばかりのアパートが火事で全焼するというハプニングに見舞われ、キャンパス内でテント暮らしをしていた。そんな状況を見かねた大学職員・笹井は彼女にキャンパスのすぐ裏にある「ひまわり荘」という下宿を斡旋することとなった。「管理人のお手伝い」をすることで格安の家賃で住めるというこの下宿には、女性管理人・はなを始め、強烈な個性の住人が住んでいた…。

## 登場人物
吉田 みずき（よしだ みずき）
主人公。東京に所在する「芳文大学」の学生。田舎出身で、奨学生制度を利用して大学生活を送る貧乏少女である。そのせいか、小銭稼ぎに余念がない。髪型はロングヘアで、左側に髪紐をしている。真冬以外はほぼ夏のような服装（半袖・ショートパンツ）をしているため、はなからは心配され、笹井からは「小学生のような格好」と評されている。上述の理由で「ひまわり荘」に住むことになった。
はな
「ひまわり荘」の管理人。美人だが年齢不詳。バツイチで、和史という息子がいる（同居はしていない）。祖母が管理していたこの下宿を受け継いだ。いつも割烹着を着ている。極度の方向音痴。人使いが荒く、おっとり顔でみずきにあらゆる雑務を押し付けている。別れた元夫は芳文大学の教授だった。
誠 一郎（まこと いちろう）
「ひまわり荘」の住人。茶髪・ガングロと一見は「遊び人」「ホスト」風だが本職は考古学者でみずきの大学の助手。独身だが、女性の好みも「超熟女」で40歳以下は恋愛対象外。はなを「レディー」、みずきを「ベイビー」と呼んでいる。はなの過去を知っているため、うっかり口外しないようにはなにプレッシャーをかけられている。
速方（はやかた）
「ひまわり荘」の住人。サラリーマン。人見知りが極端に激しく、着ぐるみなどで中身を隠して登場することが多い。なお作中ではその実体を全く見せていない（走り去った後の後ろ姿は確認出来る）。特技は「足が速い」こと。
笹井 幸（ささい こう）
芳文大学学生課の職員。みずきに「ひまわり荘」を斡旋した人物である。誠とはクサレ縁。性格はカタブツだが、可愛いものやスイーツ好きの一面も。みずきが少し気になっている様子。

## 書誌情報
- 松田円『明日もひまわり荘!』 芳文社〈まんがタイムコミックス〉、全2巻
  1. 2010年10月22日第1刷発行（2010年10月7日発売）、ISBN 978-4-8322-6897-5
『まんがタイムオリジナル』2009年4月号 - 6月号に掲載された「守られ騎士!」（まもられナイト）を併録。
  2. 2012年2月22日第1刷発行（2012年2月7日発売）、ISBN 978-4-8322-5047-5
描き下ろし漫画「明日もひまわり荘! 〜EARLY TIMES〜」を掲載。笹井を主人公とした、笹井と誠が大学生の頃のスピンオフ作品。